# Покрајински избори у Војводини 2012.
Избори за посланике у Скупштину Аутономне Покрајине Војводине одржани су 6. и 20. маја 2012. године.
На овим изборима, бирало се 120 посланика — 60 по пропорционалном и 60 по већинском систему. По оба система, посланици су бирани 6. маја, истовремено када су одржани републичким и локалним избори у Србији, а по већинском — и 20. маја, и то у свих 60 изборних јединица, с обзиром на то да у првом кругу ни у једној јединици ниједан кандидат није добио преко 50% гласова.
Већину је освојила коалиција Избор за бољу Војводину коју је предводио покрајински премијер Бојан Пајтић и који је саставио нову покрајинску владу са Лигом социјалдемократа Војводине и Савезом војвођанских Мађара.

## Резултати

### Први круг
| Листе                                           | Бр. гласова | %      | Мандати |
| ----------------------------------------------- | ----------- | ------ | ------- |
| Избор за бољу Војводину — Бојан Пајтић          | 212.192     | 20,98  | 16      |
| Покренимо Војводину — Томислав Николић          | 185.309     | 18,33  | 14      |
| Ивица Дачић — СПС-ПУПС-ЈС-СДПС                  | 113.914     | 11,26  | 9       |
| Лига социјалдемократа Војводине — Ненад Чанак   | 111.659     | 11,04  | 8       |
| Српска радикална странка — др.Војислав Шешељ    | 63.718      | 6,30   | 5       |
| Савез војвођанских Мађара — Иштван Пастор       | 62.272      | 6,15   | 4       |
| Демократска странка Србије — Војислав Коштуница | 59.936      | 5,93   | 4       |
| Остали                                          | 202.401     | 20,01  | 0       |
| Укупно                                          | 1.011.401   | 100,00 | 60/120  |

### Други круг
| Странка/коалиција                             | Мандати |
| --------------------------------------------- | ------- |
| Избор за бољу Војводину — Бојан Пајтић        | 42      |
| Покренимо Војводину — Томислав Николић        | 8       |
| Ивица Дачић — СПС-ПУПС-ЈС-СДПС                | 4       |
| Савез војвођанских Мађара — Иштван Пастор     | 3       |
| Лига социјалдемократа Војводине — Ненад Чанак | 2       |
| Чедомир Јовановић — Војвођански преокрет      | 1       |

### Укупни резултати
| Странка/коалиција                               | Мандати |
| ----------------------------------------------- | ------- |
| Избор за бољу Војводину — Бојан Пајтић          | 58      |
| Покренимо Војводину — Томислав Николић          | 22      |
| Ивица Дачић — СПС-ПУПС-ЈС-СДПС                  | 13      |
| Лига социјалдемократа Војводине — Ненад Чанак   | 10      |
| Савез војвођанских Мађара — Иштван Пастор       | 7       |
| Српска радикална странка — др.Војислав Шешељ    | 5       |
| Демократска странка Србије — Војислав Коштуница | 4       |
| Чедомир Јовановић — Војвођански преокрет        | 1       |